# David von Schulzenheim (häradshövding)
David Conrad Fredrik von Schulzenheim, född 13 december 1852 i Fellingsbro socken, Örebro län, död 30 juni 1919 i Gävle, var en svensk friherre och häradshövding. 
David von Schulzenheim blev student vid Uppsala universitet 1872 och juris kandidat 1878. Han var amanuens i finansdepartementet 1879, blev vice häradshövding 1880, var vice auditör i Svea livgarde 1881–1886, blev amanuens i Svea hovrätt 1882 och var häradshövding i Gästriklands domsaga 1900–1919.